# عبدالرضا عدل طباطبائی
عبدالرضا عدل طباطبایی سیاست‌مدار ایرانی بود، که در  دوره بیست و دوم  و  دوره بیست و یکم   بعنوان نمایندۀ سرآب در مجلس شورای ملی حضور داشت.

## زندگی‌نامه
عبدالرضا عدل طباطبایی متولد ١٣٠٣ در تبریز است.وی دارای مدرک دکترای حقوق از دانشگاه پاریس در فرانسه است. پس از اتمام تحصیل در دانشکده حقوق و علوم سیاسی  استخدام شد و تدریجا به درجه استادی رسید. در دوره‏ بیست و یکم و بیست و دوم از طرف مردم سرآب به مجلس شورای ملی رفت. 